# Rio Kitagawa
Rio Kitagawa (北川莉央) es una cantante de pop y bailarina japonés bajo la agencia de Hello! Project como miembro de la 15.ª generación de Morning Musume.

## Biografía
Rio Kitagawa nació el 16 de marzo de 2004 en Tokio, Japón.
En el verano de 2019, Kitagawa audicionó para Morning Musume'19 Audition y tener la oportunidad de unirse al grupo, audición que pasó con éxito.

## Álbumes
- 16th ~That’s J-POP~ (2021)

## Sencillos
- KOKORO&KARADA/ LOVEpedia/ Ningen Kankei no Way Way (2020)
- Junjou Evidence / Gyuusaretai Dake na no ni (2020)
- Teenage Solution / Yoshi Yoshi Shite Hoshii no / Beat no Wakusei (2021)
- Chu Chu Chu Bokura no Mirai / Dai ・ Jinsei Never Been Better! (2022)
- ''Swing Swing Paradise / Happy birthday to Me!'' (2022)
- Suggoi FEVER! / Wake-up Call ~Mezameru Toki~ / Neverending Shine (2023)